# Beniamino Cesi
Beniamino Cesi (Nápoles, 6 de noviembre de 1845 - 19 de enero de 1907) fue un compositor italiano.

## Biografía
Fue discípulo de Sigismund Thalberg y Saverio Mercadante. Recorrió las principales ciudades de Europa y América como concertista, hasta que en 1886 aceptó el puesto de profesor de piano del Conservatorio de San Pietro a Maiella en su ciudad natal, donde tuvo entre otros alumnos al calabrés Alessandro Longo. En 1887 dejó ese conservatorio para ir con el mismo cargo al Conservatorio de San Petersburgo. 
Publicó diversas obras de música de cámara y para piano, y dejó inédita la opera Victor Pisani. 